# Eunice Jepkoech Sumová
Eunice Jepkoech Sumová (* 10. dubna 1988 Uasin Gishu) je keňská atletka, mistryně světa v běhu na 800 metrů z roku 2013.

## Sportovní kariéra
Jejím prvním velkým mezinárodním startem byl běh na 800 metrů na mistrovství Afriky v roce 2010. O rok později na mistrovství světa postoupila na této trati do semifinále, stejný výsledek zaznamenala v roce 2012 na olympiádě v Londýně. Jejím dosud největším úspěchem bylo vítězství v běhu na 800 metrů na světovém šampionátu v Moskvě v roce 2013. O dva roky později v Pekingu titul neobhájila, když skončila třetí.